# 甌海道
甌海道轄境等同清代溫處道，道尹道尹為要缺，二等。駐永嘉縣（今溫州市城區）。轄永嘉、麗水、青田、縉雲、松陽、遂昌、龍泉、慶元、雲和、宣平、景寧、瑞安、樂清、平陽、泰順、玉環16縣。